# Owen Roizman
Owen Roizman (Brooklyn, 22 de setembro de 1936 – Los Angeles, 6 de janeiro de 2023) foi um diretor de fotografia estadunidense. Recebeu cinco indicações ao Oscar de melhor fotografia pelos filmes The French Connection (1971), The Exorcist (1973), Network (1976), Tootsie (1982) e Wyatt Earp (1994). Entre 1997 e 1998, foi membro da Academia de Artes e Ciências Cinematográficas e presidente da American Society of Cinematographers.
Seu primeiro trabalho cinematográfico foi em Stop (1970) e, em seguida, destacou-se em The Heartbreak Kid (1972), Three Days of the Condor (1975), Absence of Malice (1981), True Confessions (1981), The Addams Family (1991) e Grand Canyon (1991). No Oscar 2018, foi agraciado com o Oscar Honorário.

## Morte
Roizman morreu em 6 de janeiro de 2023, aos 86 anos de idade, em uma unidade de cuidados paliativos em Encino, Los Angeles.